# Tiszapüspöki
Tiszapüspöki är en ort i Ungern.   Den ligger i provinsen Jász-Nagykun-Szolnok, i den centrala delen av landet, 100 km öster om huvudstaden Budapest. Tiszapüspöki ligger 84 meter över havet och antalet invånare är 2 096.
Terrängen runt Tiszapüspöki är mycket platt. Runt Tiszapüspöki är det ganska tätbefolkat, med 93 invånare per kvadratkilometer. Närmaste större samhälle är Szolnok, 9,5 km väster om Tiszapüspöki. Trakten runt Tiszapüspöki består till största delen av jordbruksmark.